# 仙人峠 (岩手県)
仙人峠（せんにんとうげ）は、岩手県遠野市と釜石市の境界の北上山地中にある標高887 メートルの峠である。北上川支流の猿ヶ石川の支流早瀬川と、甲子川の分水界となっている。

## 由来
由来には以下のような諸説があり、判然としない。
- 遠野物語に出てくる仙人が住んでいた峠であるという説。
- 山麓の鉱山で千人の鉱夫が生き埋めになったという説。
- アイヌ語の「背骨の高いところ」という意味の「セレコ」がなまったという説。

## 道路
藩政時代、釜石街道が通り、遠野側から海岸部に通じる峠には、北の界木峠 (729 m)、笛吹峠 (862 m)と当峠があるが、当峠は内陸と海岸とを結ぶ最短ルートであったが、「九十九曲の急坂」と称されるほど最も険しかったため、笛吹峠道が使われることが多かった。
長らく自動車の通行は不可能であったが、1959年（昭和34年）に全長2,500 メートル、幅5.1 メートルの仙人トンネルが開通し、県道（当時、現在の国道283号）が峠の下を通るようになった。この道路もループ線を含む険しいルートであった。
2007年（平成19年）3月18日に秋丸トンネル（1,130 メートル）、滝観洞トンネル（2,996 メートル）、新仙人トンネル（4,492 メートル）、枯末沢橋（310 メートル）、甲子トンネル（488 メートル）、洞泉橋（405 メートル）などを含む仙人峠道路が開通して、従来27.5 キロメートルあった区間が21.8 キロメートルに短縮されると共に、急カーブと急勾配が解消されている。これにより釜石市役所 - 遠野市役所間で所要時間が70分から50分に短縮されている。

## 鉄道
仙人峠の西では岩手軽便鉄道が線路を東へ延ばして、1914年（大正3年）4月18日に仙人峠駅が標高560 メートルの地点に設置された。駅の跡地は国道283号仙人トンネルの西側坑口となっている。一方東側では釜石鉱山鉄道が標高254 メートルの陸中大橋駅まで開通し、この間の直線距離は4 キロメートルほどとなった。しかし標高差があまりに大きく、仙人峠が険しかったためこの間を結ぶ鉄道の完成はずっと遅れることになった。
このことから、索道が設置されて貨物や郵便物・新聞などの輸送が行われることになった。仙人峠の索道は全長3.6 キロメートルで、1912年（大正元年）8月1日に認可を取得し、開通日には諸説あるものの参考文献では1915年（大正5年）4月5日としている。単線循環式索道で、搬器は約70個、支柱は30本で、当初は仙人峠駅構内に設置された70馬力発動機で駆動され、後に1923年（大正12年）8月に電力に切り替えられた。輸送能力は、仙人峠から大橋へは100 トン、大橋から仙人峠へは40 トンであった。
徒歩連絡の旅客は5.5 キロメートルの道のりを2時間半から3時間掛けて歩いており、また駕籠の便もあったが花巻 - 仙人峠の特等運賃よりも高い運賃を徴収していた。さらに駕籠かきが追加の金を旅客から巻き上げるなどマナーが悪く、地元の新聞で不評を書きたてられるほどであったが、第二次世界大戦後までこの駕籠の運行は続けられた。
仙人峠を越えて両側を直結する鉄道の構想も行われており、1922年（大正11年）に国鉄へ依頼して行われた調査では、仙人峠の下をトンネルで抜けてスイッチバックとループ線と最急勾配40 パーミルを組み合わせた複雑な線形が想定され、建設費は1,067 ミリ軌間の場合で300万円と試算された。しかしこれは岩手軽便鉄道の会社の負担能力を超えており、国鉄による建設請願が行われ、やがては岩手軽便鉄道自体の国有化請願へとつながっていった。
1927年（昭和2年）の第52回帝国議会において鉄道敷設法に花巻 - 遠野 - 釜石間が追加され、これにより国鉄による建設が決定した。これを受けて1929年（昭和4年）から国鉄により仙人峠のルートの検討が行われ、1935年（昭和10年）に足ケ瀬駅から栗ノ木峠の下を足ヶ瀬トンネルでくぐって気仙川流域へ一旦出て上有住駅を経由し、土倉峠の下を土倉トンネルで抜けて東側斜面を大きなオメガカーブを描く形で陸中大橋駅へ降りていく線形が採用された。この区間は1936年（昭和11年）6月に着工されたが、第二次世界大戦が激化して工事は中断された。
第二次世界大戦後、アイオン台風により山田線が被害を受けて長期不通となると、三陸海岸方面への鉄道連絡を回復させるために釜石線の建設が急がれることになり、残されていた区間の改軌と建設が進められた。1950年（昭和25年）10月9日限りで足ケ瀬 - 仙人峠間と索道は廃止され、翌10月10日から上有住経由の新線が開通した。

## 関連作品
- トラック野郎・一番星北へ帰る（1978年、東映） - クライマックスの走行シーンで登場している。

## 参考資料
- 「角川日本地名大辞典」編纂委員会『角川日本地名大辞典 3 岩手県』角川書店、1985年3月8日。ISBN 4-040-01030-2。
- （有）平凡社地方資料センター『日本歴史地名大系 第3巻 岩手県の地名』平凡社、1990年7月13日。ISBN 4-582-91022-X。
- 一般国道283号「仙人峠道路」3月18日全線開通 (PDF)
- 県南広域振興局遠野土木センター 道路都市チーム
- 白土貞夫「岩手軽便鉄道 歴史拾遺」『鉄道ピクトリアル』No.813（2009年1月） pp.130 - 137 電気車研究会